# حواصیل برکه‌ای ماداگاسکاری
حواصیل برکه‌ای ماداگاسکاری (نام علمی: Ardeola idae) نام یک گونه از سرده حواصیل برکه‌نشین است.